# Jason (Schiff, 2005)
Die Jason ist ein französischer Hochseeschlepper, der seit 2009 als Teil des französischen Notschleppkonzepts für verschiedene Aufgaben genutzt wird. Die französische Bezeichnung ist BSAD (Bâtiment de Soutien, d’Assistance et de Dépollution).

## Geschichte
Der Schlepper wurde 2005 von der Keppel-Singmarine-Werft in Singapur als einer von mehreren baugleichen Ankerziehschleppern gebaut, darunter vier Schlepper für die französische Reederei Bourbon Offshore, die als Bourbon Apsara, Bourbon Alexandre, Bourbon Artemis und Bourbon Astyanax in Fahrt kamen.
2009 wurde das Schiff an die damals noch zur Bourbon-Gruppe gehörende Reederei Abeilles International verkauft und seitdem als Teil des französischen Notschleppkonzeptes im französischen Teil des Mittelmeers eingesetzt. Es ersetzte dort die Carangue.
2010 wurde die grüne Lackierung des Schiffes in eine blaue Rumpflackierung mit den dreifarbigen Streifen der staatlichen Seeeinsatzflotte geändert. Damit übernahm das Schiff die Farben, die mit den stationierten Einsatz-, Hilfs- und Rettungsschleppern der Reederei Abeilles International übereinstimmen.

## Technik
Das Schiff wird von zwei Caterpillar-Dieselmotoren des Typs CAT 3612 mit jeweils 4105 kw Leistung angetrieben. Die Motoren wirken auf zwei Verstellpropeller mit Kortdüse. Das Schiff ist mit zwei Bugstrahlrudern und einem Heckstrahlruder ausgestattet, die jeweils mit 600 kW Leistung angetrieben werden. Für die Stromerzeugung stehen zwei Wellengeneratoren mit 1600 kW Leistung sowie drei Generatorsätze mit jeweils 400 kW Leistung zur Verfügung. Weiterhin wurde ein Notgenerator mit 81 kW Leistung verbaut.

## Aufgaben
Zusammen mit der Abeille Méditerranée sorgt die Jason für Sicherheit im französischen Teil des Mittelmeers (Stand 2025). Der Einsatzradius beträgt etwa 200 Seemeilen und erstreckt sich von der spanischen bis zur italienischen Grenze und südlich bis hinunter in das Seegebiet um Korsika. Die Jason ist rund um die Uhr in Bereitschaft, um innerhalb von 40 Minuten nach einem Notruf abzulegen. Bei speziellen Einsätzen beträgt die Vorbereitungszeit bis zu 6 Stunden. Diese längere Vorlaufzeit erklärt sich dadurch, dass für bestimmte Einsätze eine große Menge an spezifischer Ausrüstung an Bord genommen werden muss.
Arten von Einsätzen:
- Bekämpfung von Ölverschmutzungen
- Bergung von Schadstoffen und Gefahren für die Schifffahrt
- Schleppdienst auf hoher See
- Rettung von U-Booten (NATO Rescue Submarine System)
- Unterstützung bei Taucheinsätzen
- Unterstützung von Unterwasserrobotern (ROV)
- Verankerungsarbeiten am Meeresgrund
- Bergung von Schiffswracks
- Unterstützung bei der Ausbildung der französischen Marine

Die Besatzung besteht grundsätzlich aus zehn Personen, zu denen eine variable Anzahl von Fachleuten hinzukommt, die auf die jeweilige Mission spezialisiert sind. Das Schiff verfügt unter dem Achterdeck über Tanks zur Rückgewinnung von flüssigen Kohlenwasserstoffverbindungen aus dem Meerwasser. Diese Tanks werden beheizt und ermöglichen die Lagerung von 1000m³ Schweröl. Hinzu kommen vier Tanks mit je 70m³, die für Dispergiermittel, Heißwasser und Schaummittel für die Wasserwerfer verwendet werden können. Zu der Ausrüstung für den Kampf gegen Ölteppiche gehören Oberflächen-Rollenpumpen, Schwimmbarrieren, Absaugarme zur Schadstoffaufnahme und Sprühdüsen für Dispergiermittel. Zu den verschiedenen Aufgaben gehört auch die Bergung von Gegenständen (Container usw.), die für die Schifffahrt gefährlich sein können, das Anheben von Ketten und Ankerkästen sowie die Brandbekämpfung dank der zwei leistungsstarken FiFi-Pumpen bzw. 2 Wasserwerfern und eine ganze Reihe von Anschlüssen für Feuerlöschschläuche, die über das gesamte Schiff verteilt sind.
Zu den militärisch und polizeilichen Aufgaben der Jason gehören auch die Bergung zurückgelassener „go fast“ (Schnellboote von Drogendealern), das Verankern und Bergen von Minen oder Torpedos und die Zerstörung von Sprengstoffen aller Art, indem das Schiff den Minenräumern als Unterstützung dient. Das Schiff dient auch als Träger für das Notfall-Mini-U-Boot (NSRS), das bei einem Unfall eines militärischen U-Boots eingesetzt wird. Dieses Mini-U-Boot bietet die Chance, die gesamte Besatzung eines in Schwierigkeiten geratenen U-Boots in kleinen Gruppen (15 Personen) zu evakuieren. Für diese Mission muss die Jason mit einem kippbaren Heckportalkran ausgestattet werden, um das Aussetzen des NSRS zu ermöglichen. Ein sehr leistungsfähiges dynamisches Positionierungssystem ermöglicht es mit den drei seitlichen Verstellpropellern, die GPS-Position des Schiffes mit hoher Präzision beizubehalten.

## Bekannte Einsätze
- Vom 6. bis 10. November 2022 wurden vor den Küsten des Departements Var und Korsikas insgesamt 3 Wracks und rund 24m³ Abfälle vom Meeresgrund gehoben und entsorgt.[6]
- Im Mai 2024 erfolgt die Teilnahme an der Übung „Southern Sun“ zur Erprobung der neusten Generation des NATO Rescue Submarine Systems.[7]